# Primo Rapporto IPCC
Il Primo rapporto (FAR) del Gruppo intergovernativo su cambiamento climatico (IPCC) fu completato nel 1990. Fu la base per la costituzione della Convenzione quadro delle Nazioni Unite sui cambiamenti climatici (UNFCC) del 1992 e influì considerevolmente sulla prima conferenza delle parti, tenutasi a Berlino nel 1995.